# Андреевден
Андреевден е християнски празник в чест на светия апостол Андрей Първозвани. Повечето православни църкви го отбелязват на 30 ноември.
Андреевден е и важен празник в българския народен календар с различни местни наименования – Андрѐювден, Андрѐя, Ендрѝн, Едрѐй, Ъдрѐй, Дрѐйовден, Едрѐвдън, Мѐчкинден.

## В българския фолклор
Свързан е както с ритуали за плодородие, така и с такива за защита от мечките (за чийто господар/усмирител е приеман светецът – конкретно в Северна България) и особено – от мечки-стръвници (нападащи хора и добитък). Също така е възприеман и като подходящ ден за правене на гадания.
В представите за него Свети Андрей прогонва зимата и дългите нощи и от Андреевден нататък денят започва да расте („наедрява“) – в действителност това става чак с настъпването на зимното слънцестоене (21 декември по Григорианския календар). Друга дата, с която е свързан е Никулден (6 декември) по силата на обвързването на образа му с този на Свети Никола – като повелители на бурите (особено по Българското Черноморие); в Югозападна България съществува поверие, че Свети Андрей е баща на Свети Никола.
Понеже постепенното предполагаемо наедряване на деня се описва, като „колкото едно просено (царевично, грахово и пр.) зърно на ден“, е установена обредна практика сутринта на празника да се варят различни зърна – жито, грах, царевица, боб, леща, за да наедряват и да се подобряват добивите от тях. От това вариво на сутринта всеки член на домочадието (жените и децата в семейството) хвърля по малко в комина (ако архитектурата на жилището го позволява), като мятането е в посока нагоре и хвърлящият пожелава високи, т.е. добри посеви. Каквото остане се изяжда, включително и от кокошките или, доколкото е допустимо от ветеринарна гледна точка, от другите домашни животни. Сходен ритуал свързан с мечките е обясняван с това, че според народното предание светецът веднъж побеждава мечка, впряга я в рало и изорава с нея земята. Така че от свареното вариво (най-често царевица) се хвърля в комина (пак в посока нагоре и съответно – навън) с думите: „На ти, мечко, варен кукуруз, да не ядеш суровия и да не ядеш човеците и стоката!“ Въобще образът на мечката е важна съставка от обредността от празника. Във връзка с това около него, понякога се правят или поставят в близост до масата изображения на това животно.